# Ngũ phương Yết đế
Ngũ phương Yết đế là năm vị thần trong thần thoại Trung Hoa ngụ trên thiên đình, luôn túc trực để giúp đỡ người tốt.
Ngũ phương Yết đế vốn có nguồn gốc Phật giáo, được người Trung Quốc chuyển thành các vị thần.
Ngũ phương Yết đế bao gồm:
- Kim Quang yết đế
- Ngân Đầu yết đế
- Ba La yết đế
- Ba La Tăng yết đế
- Ma Ha yết đế